# Universidad de Cambridge
La Universidad de Cambridge es una universidad pública inglesa situada en la ciudad de Cambridge, Inglaterra, Reino Unido. Fue fundada en 1209 y el rey Enrique III de Inglaterra le otorgó una Carta Real en 1231. Cambridge es la segunda universidad más antigua de habla inglesa y la cuarta más longeva que sigue abierta. La universidad creció como una asociación de eruditos que abandonaron la Universidad de Oxford tras una disputa con los habitantes de esa localidad. Ambas universidades medievales comparten muchas características comunes y, por ello, a menudo se las menciona con el sobrenombre de «Oxbridge». La historia e influencia de la Universidad de Cambridge la ha convertido en una de las más prestigiosas del mundo.
La universidad está compuesta por varias instituciones que incluyen 31 colleges constituyentes y más de cien departamentos académicos organizados en seis escuelas. Cambridge University Press, que es uno de esos departamentos, es la casa editorial más antigua y la segunda editorial universitaria más grande del mundo. Cambridge también cuenta con ocho museos culturales y científicos como el Museo Fitzwilliam, así como un jardín botánico. Las más de cien bibliotecas de Cambridge acumulan alrededor de 15 millones de libros, ocho de ellos solo en la Biblioteca de la Universidad de Cambridge.
En el año 2017, la Universidad de Cambridge tuvo ingresos por valor de casi 1900 millones de euros, 508 de los cuales provinieron de subvenciones y contratos de investigación. La universidad central y los colleges tienen un presupuesto conjunto de 5442 millones de euros, el segundo más elevado de cualquier universidad en Reino Unido. Cambridge está estrechamente vinculada con el desarrollo del clúster industrial conocido como Silicon Fen. La institución es miembro de numerosas asociaciones y forma parte del «Triángulo de Oro» de las mejores universidades británicas.
En 2017, la Universidad de Cambridge figuró como la segunda mejor universidad del mundo en la Clasificación académica de universidades del THE, la tercera en el Ranking de Shanghái, sexta en la Clasificación mundial de universidades QS y séptima según U.S. News. Según la revista Times Higher Education, ninguna otra institución educativa del mundo figura entre las diez primeras en tantos temas. En Cambridge han estudiado muchos alumnos notables, incluyendo eminentes matemáticos, científicos, políticos, abogados, filósofos, escritores, actores y jefes de Estado extranjeros. A la fecha de agosto de 2018, 116 galardonados con el Premio Nobel, 11 Medallas Fields, 6 Premios Turing y 15 primeros ministros de Reino Unido han estado afiliados a Cambridge como estudiantes, alumnos, profesores o investigadores.

## Historia

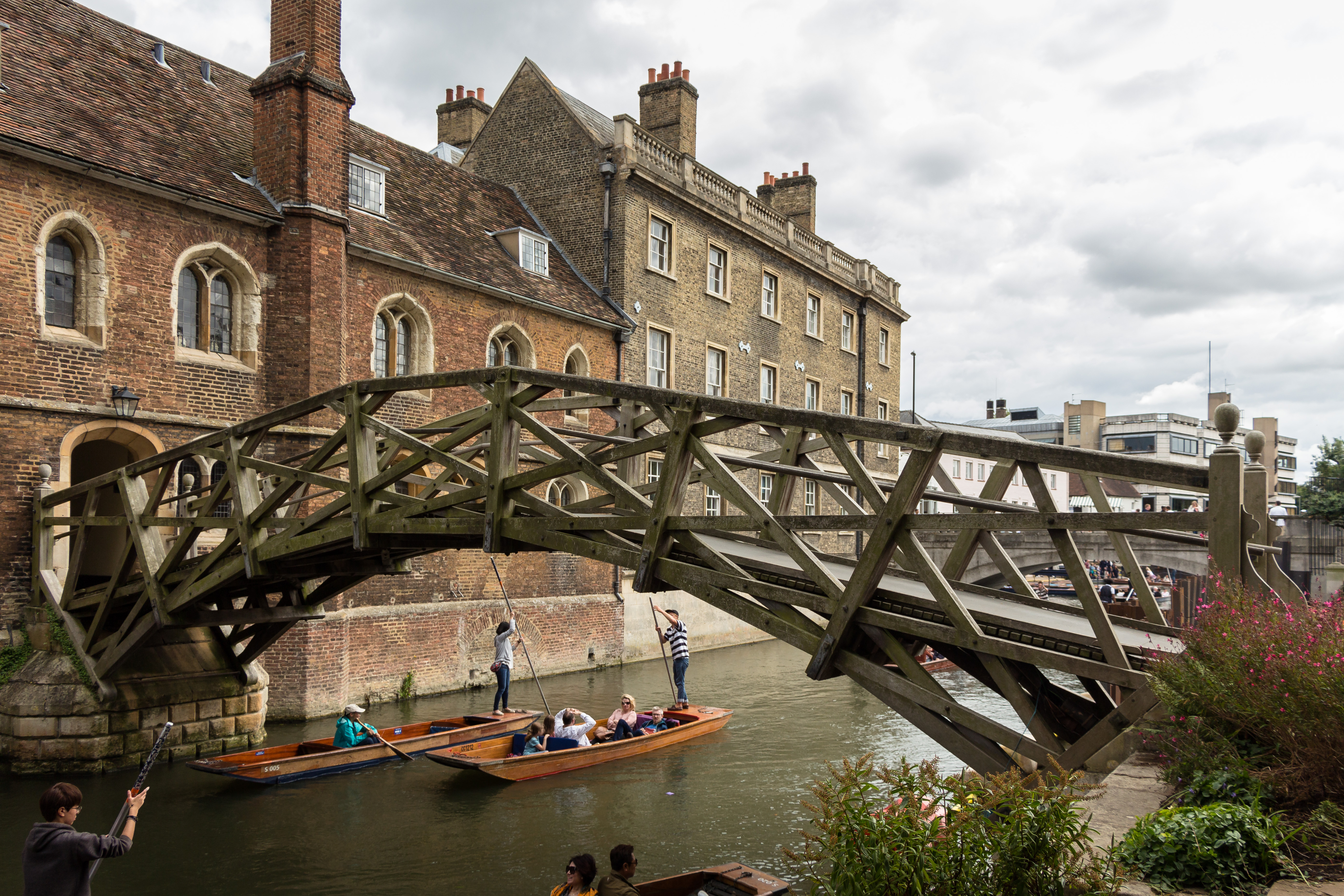
El Puente Matemático sobre el río Cam en el Queens' College.

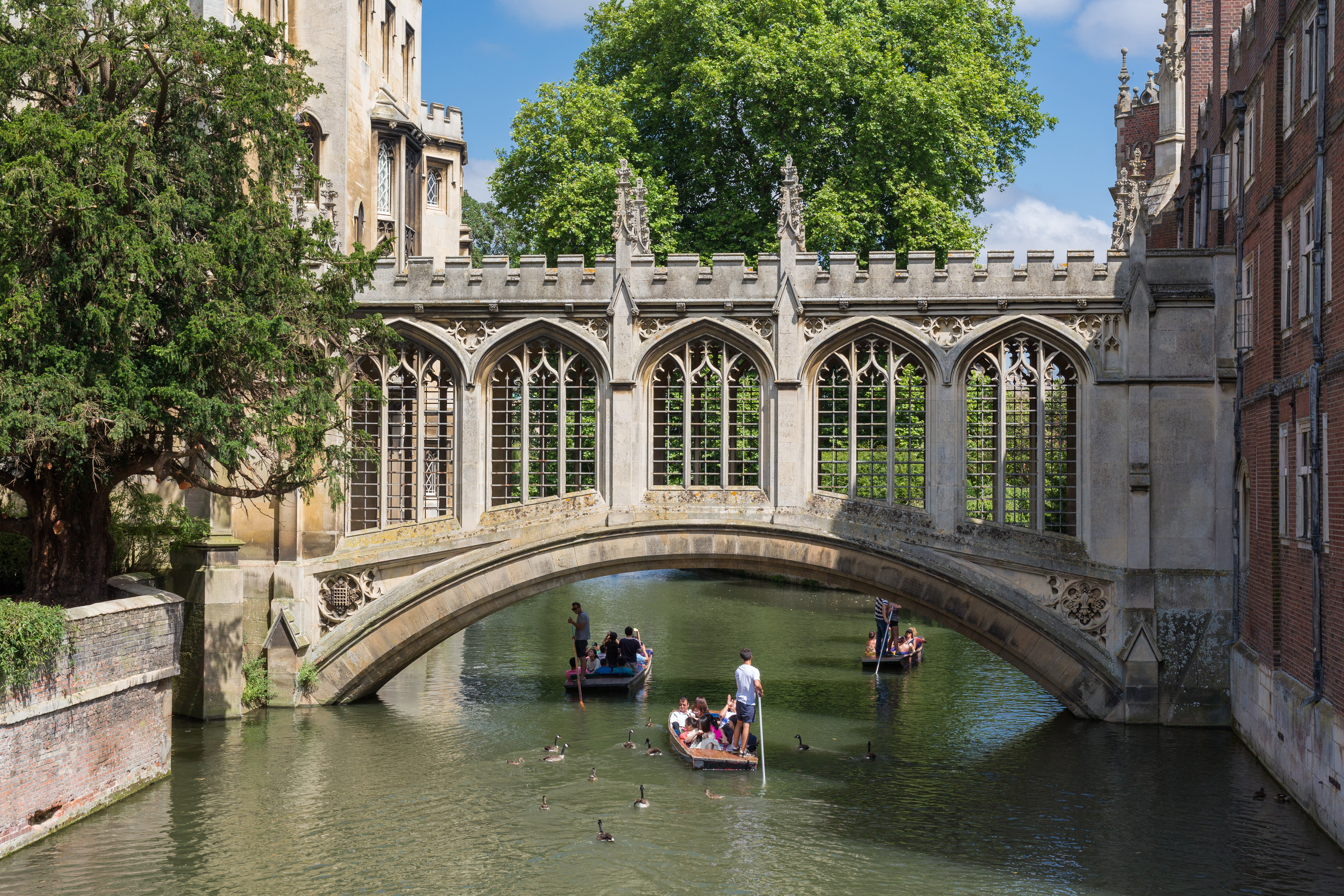
El Puente de los Suspiros en St John's College.

El college más antiguo es Peterhouse, y fundado en 1284 por Hugh de Balsham, obispo de Ely. El segundo college, King's Hall, fue fundado en 1317, aunque ya no existe como institución independiente dado que fue fusionado con Michaelhouse por orden de Enrique VIII de Inglaterra para crear el Trinity College. En la actualidad, el Trinity College es el college con mayor número de estudiantes, y el más rico: cuenta con un patrimonio propio de más de 2000 millones de libras esterlinas. Muchos colleges se fundaron entre los siglos xiv y xv, entre ellos el King's College o Gonville and Caius. 

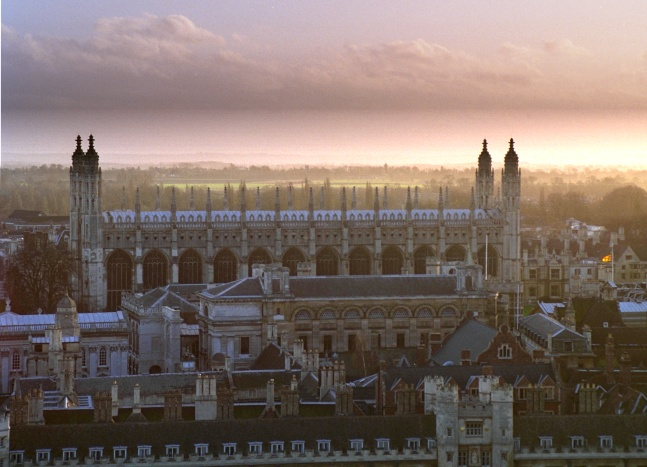
Trinity College, Gonville and Caius, Trinity Hall y Clare College hacia la capilla de King's College desde la capilla de St John's College. A la izquierda, justo en frente de la capilla de King's College, se encuentra la Casa del Senado.

Originalmente, los colleges fueron fundados como entidades religiosas y caritativas, que alojaban a estudiantes destinados a ser clérigos; por ese motivo estas instituciones estaban vinculadas con frecuencia a capillas o abadías. A raíz de la Disolución de los monasterios, ordenada en 1536, el rey Enrique VIII ordenó la disolución de la Facultad de Derecho Canónico y el cese de las clases de filosofía escolástica. Esto reorientó las carreras académicas del derecho canónico hacia los clásicos latinos y griegos, la Biblia, y las matemáticas. Colleges que antiguamente habían estado asociados al clero católico pasaron a acoger a clérigos protestantes, hasta el punto que se convirtió en un requisito necesario para estudiar en Cambridge el aceptar los preceptos de la Iglesia Anglicana.
Los primeros colleges para mujeres fueron Girton College, fundado en 1869, y Newnham College, fundado en 1872. Las primeras estudiantes rindieron sus exámenes en 1882, pero las mujeres no lograron plena pertenencia a la universidad hasta 1947, 20 años después que en Oxford. De los 31 colleges que componen la Universidad de Cambridge en la actualidad (2024), dos son solo para mujeres (Murray Edwards y Newnham College, y cuatro son exclusivamente para estudiantes de postgrado o mayores de 21 años (Clare Hall, Darwin, Wolfson y St. Edmund's). El último college en admitir mujeres fue el Lucy Cavendish, que se convirtió en mixto en 2019.

## Organización

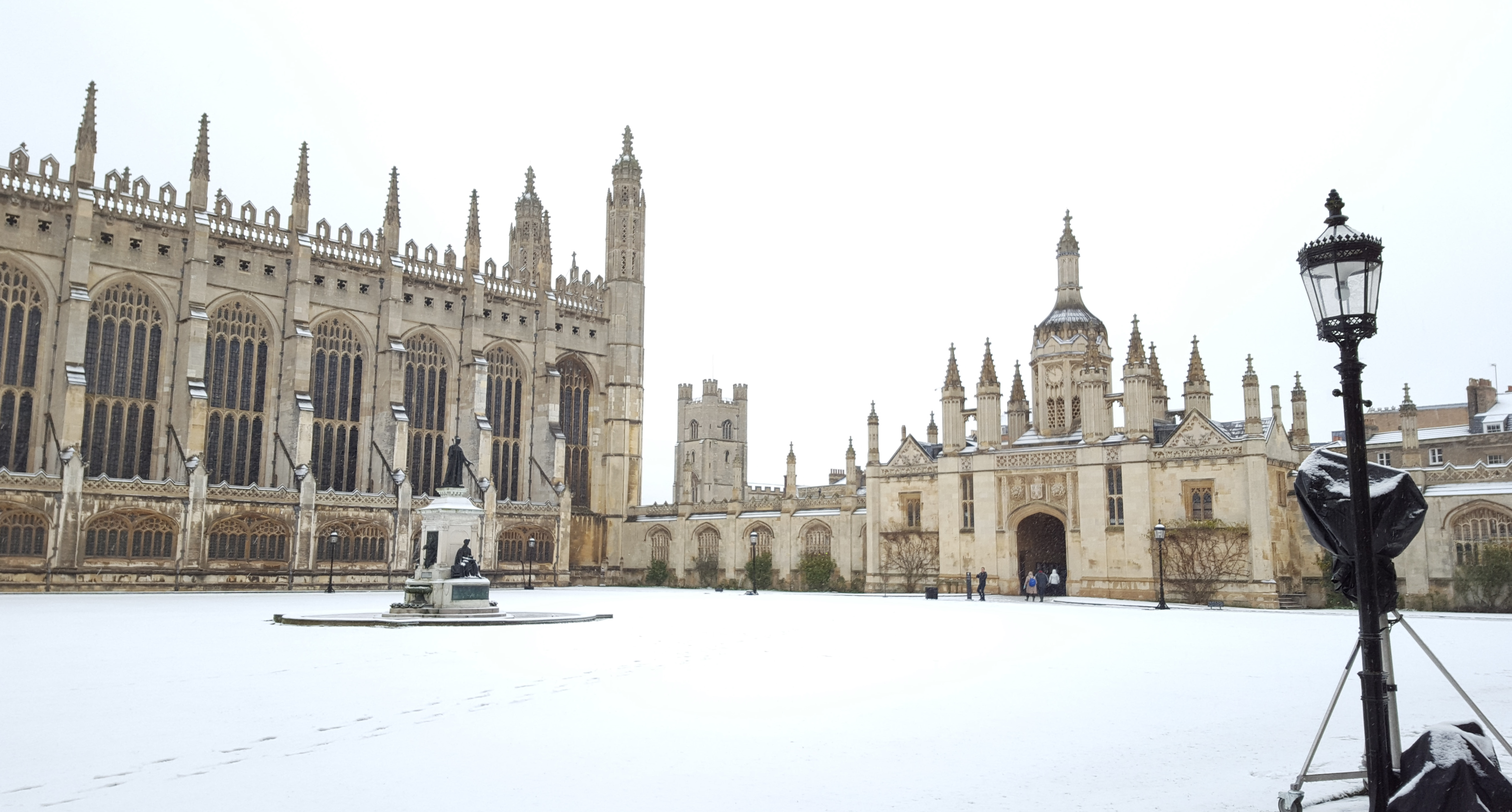
Vista del King's College con nieve.

La Universidad de Cambridge es una universidad colegial, formada por treinta y un colleges; también cuenta con facultades, departamentos académicos e institutos de investigación. Las facultades y departamentos concentran la labor investigadora de la universidad, y coordinan y centralizan la enseñanza de las carreras universitarias: establecen los programas de estudio, las asignaturas, se encargan de los exámenes y demás aspectos académicos y administrativos de las carreras universitarias. Sin embargo, las asignaturas se estructuran de forma dual: los departamentos se encargan de ofrecer el plan de estudios y un número reducido de clases magistrales cada semestre universitario, destinadas a fijar objetivos y las líneas generales del programa de estudios, mientras que el día a día del plan de estudios se desarrolla en forma de tutoriales en los que cada alumno se reúne con su tutor personal en un college, donde recibe clases particulares de dicho tutor en torno al temario de la asignatura. Aunque el tutor y el alumno no tienen por qué pertenecer necesariamente al mismo college, los tutoriales se organizan a nivel colegial. 
Los colleges son instituciones independientes y separadas de la propia universidad, con un gran nivel de autonomía: cuentan con gran cantidad de fondos y recursos económicos propios que se gestionan de manera privada y no dependen administrativamente de la Universidad. Al igual que un colegio mayor, los college ofrecen alojamiento y comida a los estudiantes y aparte del profesorado e investigadores de la universidad (fellows); al mismo tiempo, coordinan la vida social y académica de los estudiantes y se encargan de gestionar las tutorías. Los college suelen contar con su propia biblioteca, gimnasio, comedores, bares, jardines y demás instalaciones. 
Al matricularse en la universidad, los alumnos deben elegir un college. Cada college ofrece carreras sobre la base de la experiencia de sus tutores y fellows (algunos se especializan en humanidades, mientras que otros ponen gran énfasis en ciencias o ingeniería), aunque no es infrecuente que un college acepte a alumnos aunque no tengan suficientes tutores para sus asignaturas; en esos casos los tutoriales de las asignaturas en concreto se realizan en otro college. Dado que buena parte de la vida social y académica de los alumnos se desarrolla en los college, los alumnos suelen desarrollar un especial apego a su college más que a la propia universidad. 

## Galería

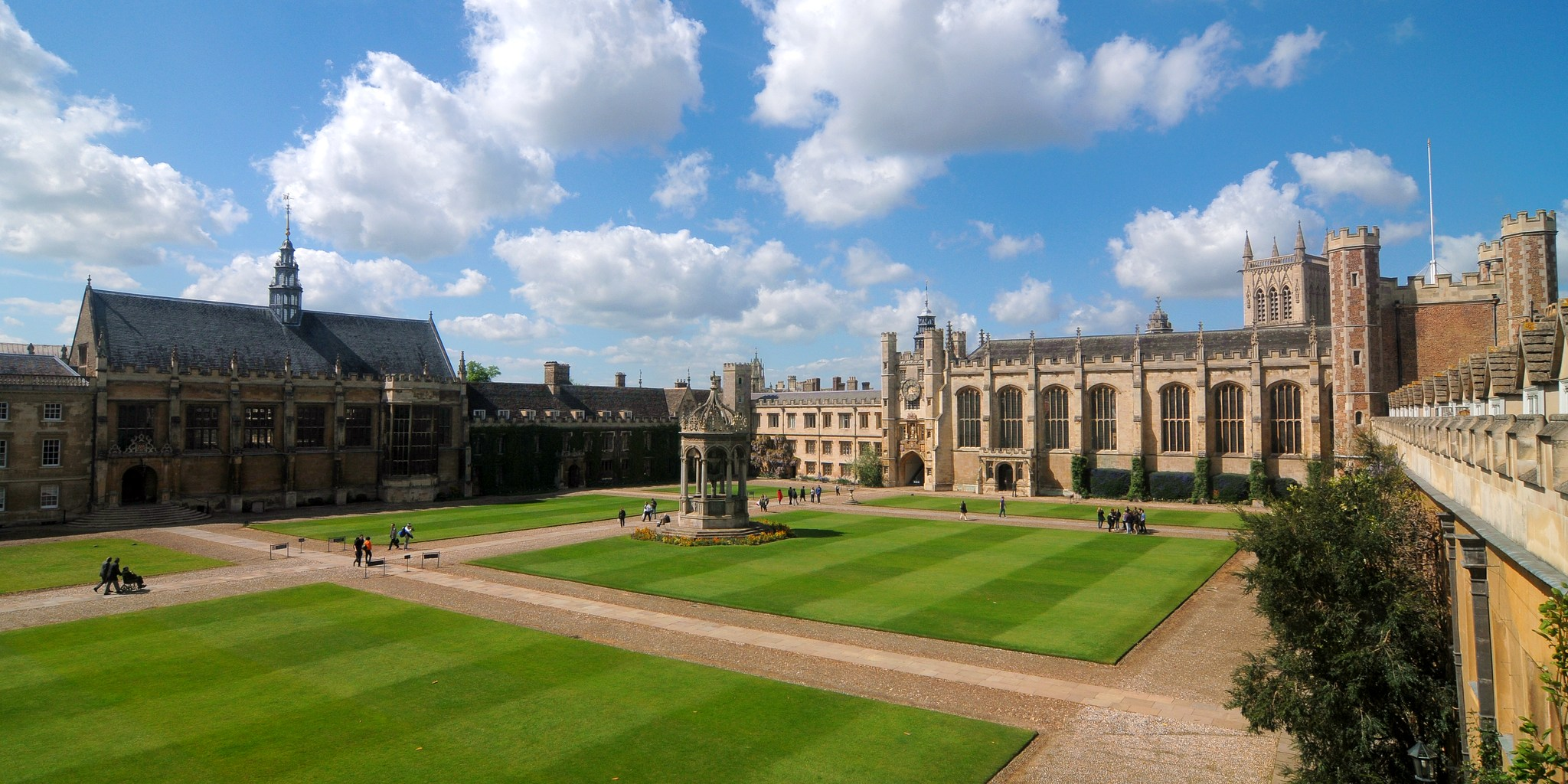
Gran Tribunal, Trinity College
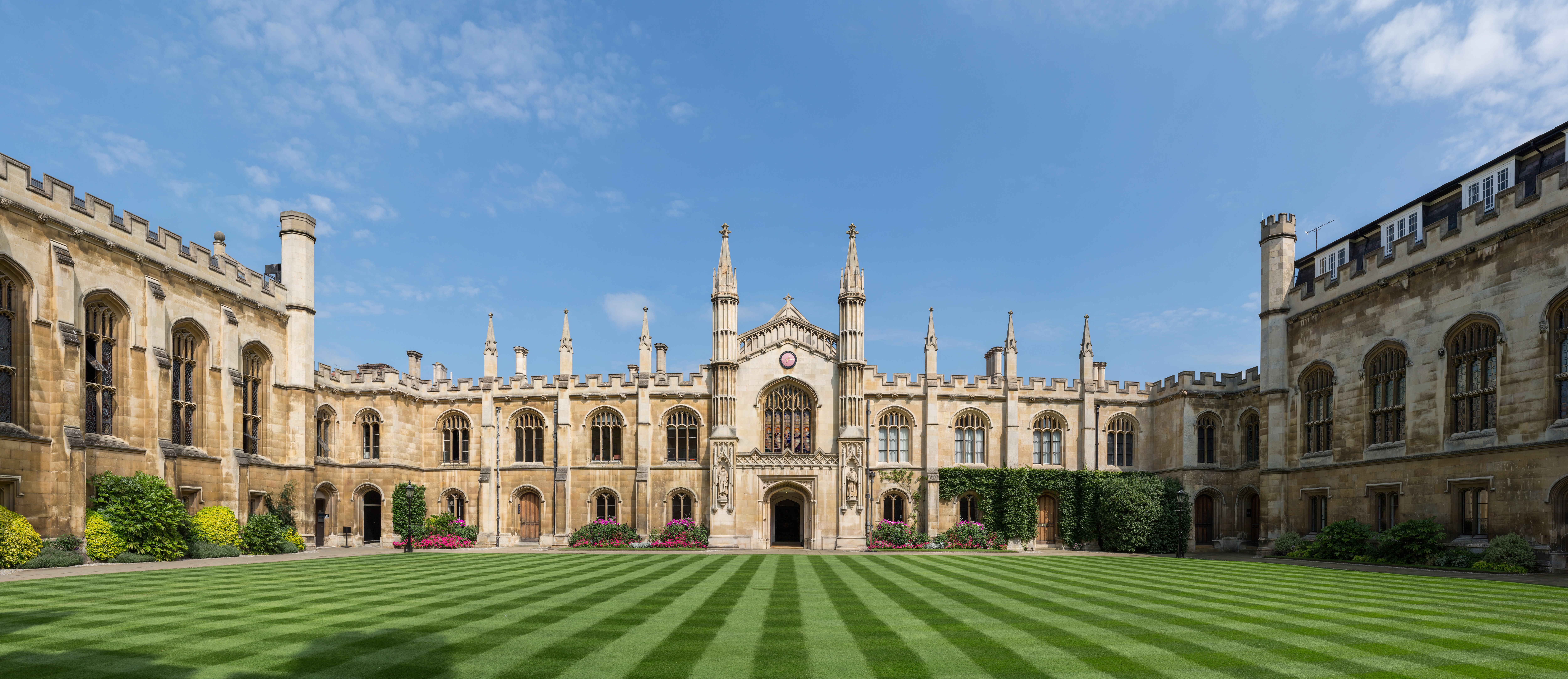
Corte nueva de Corpus Christi College
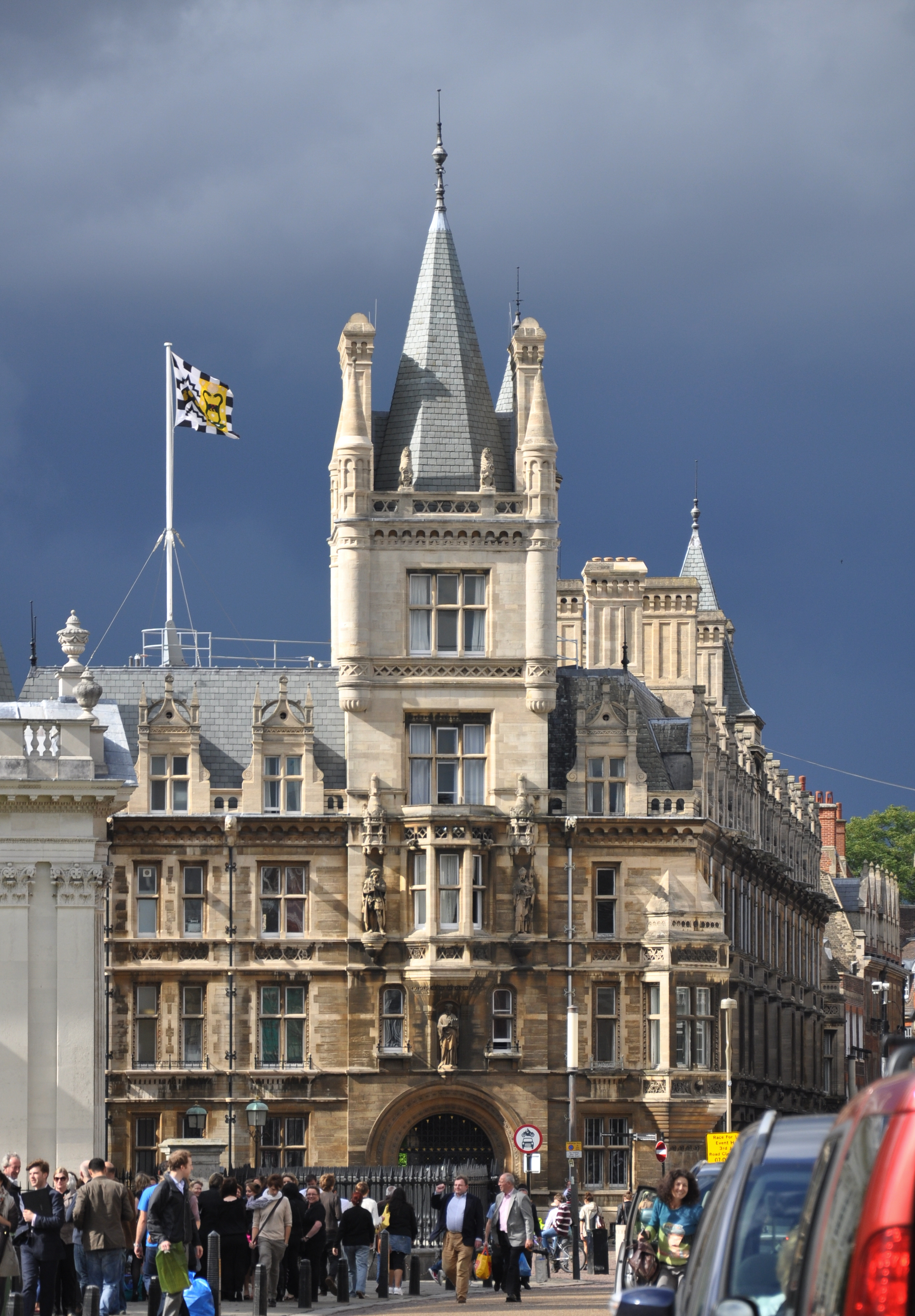
Puerta de entrada, Gonville and Caius College
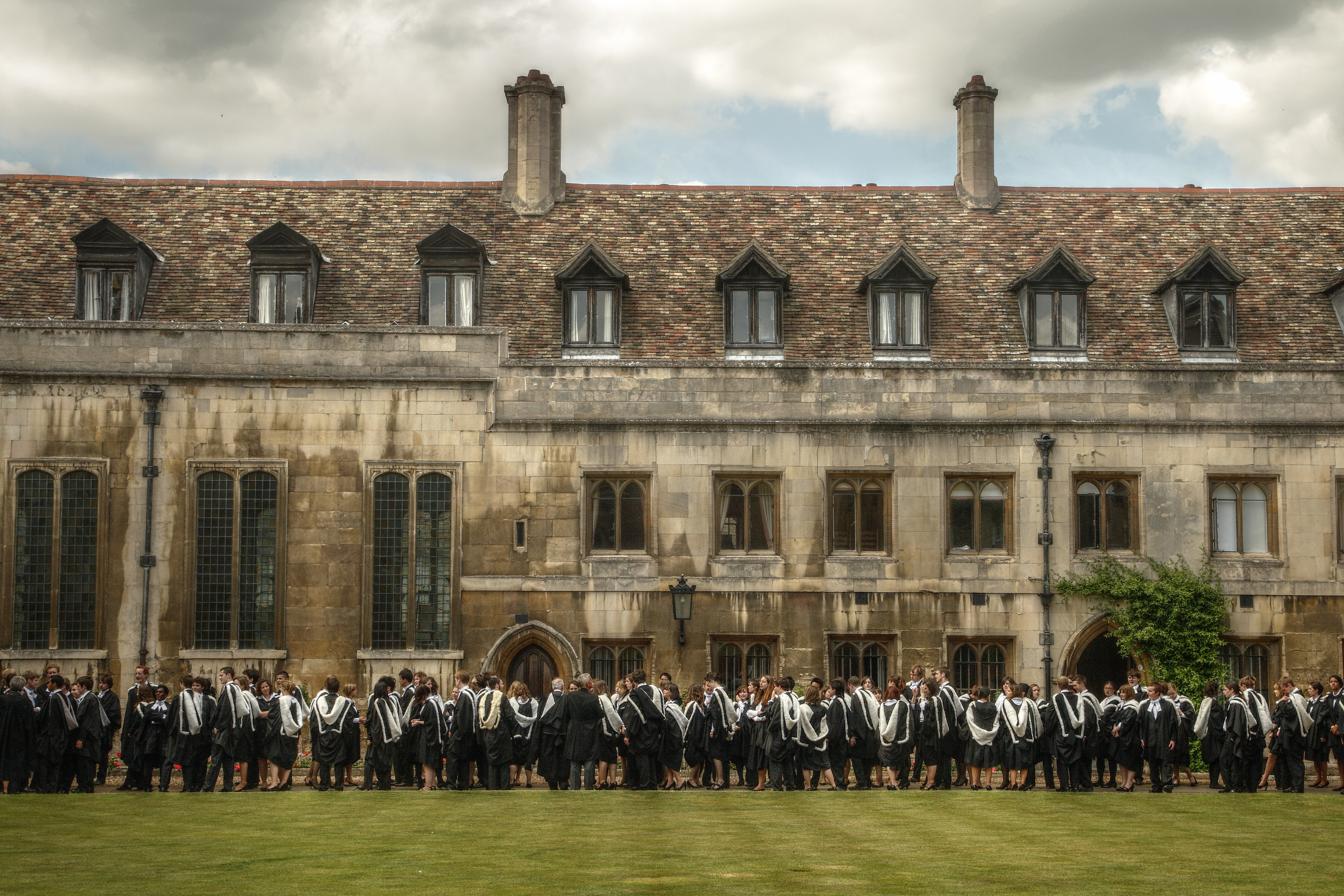
Primera Corte, Pembroke College
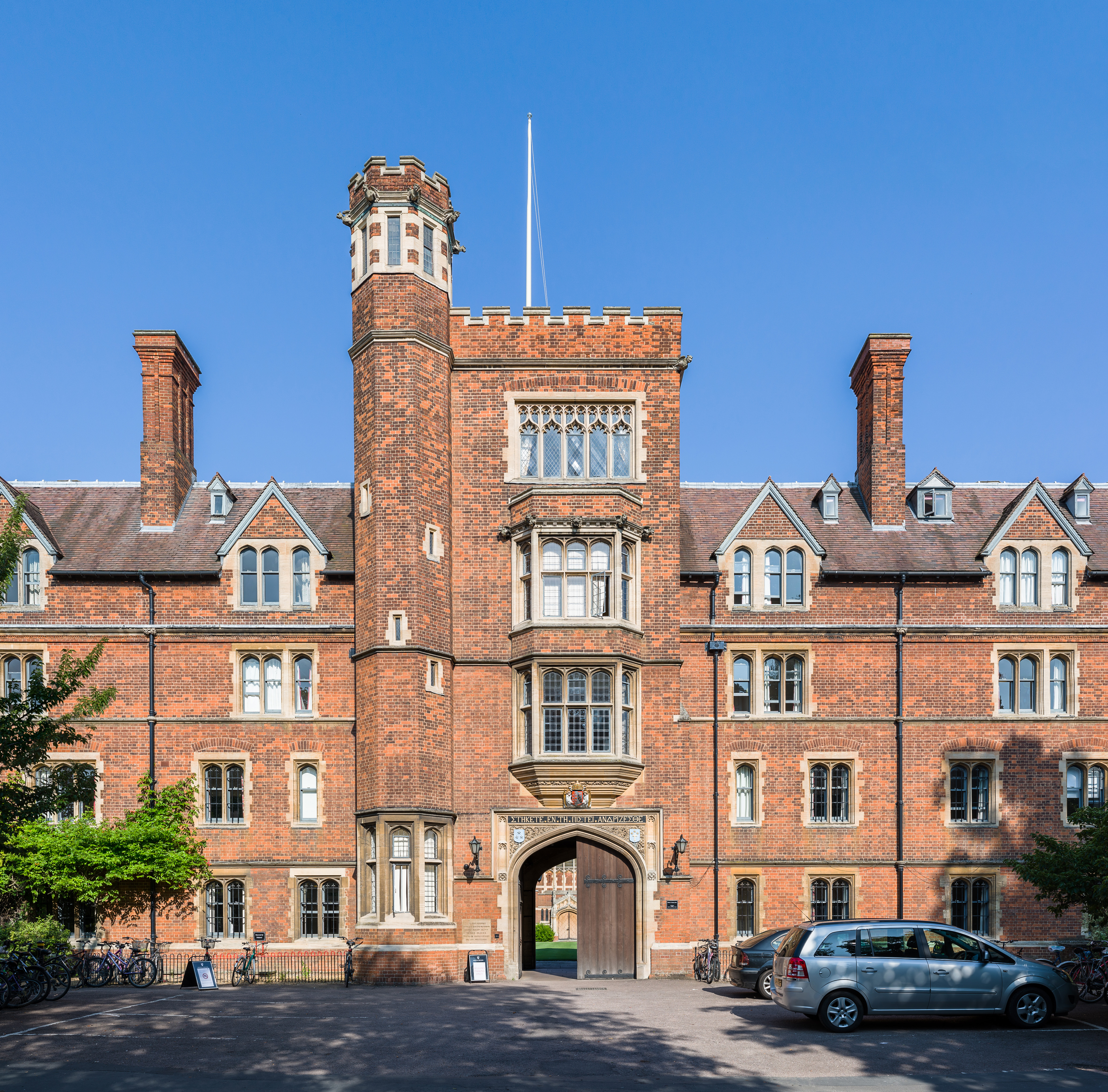
Puerta de entrada, Selwyn College
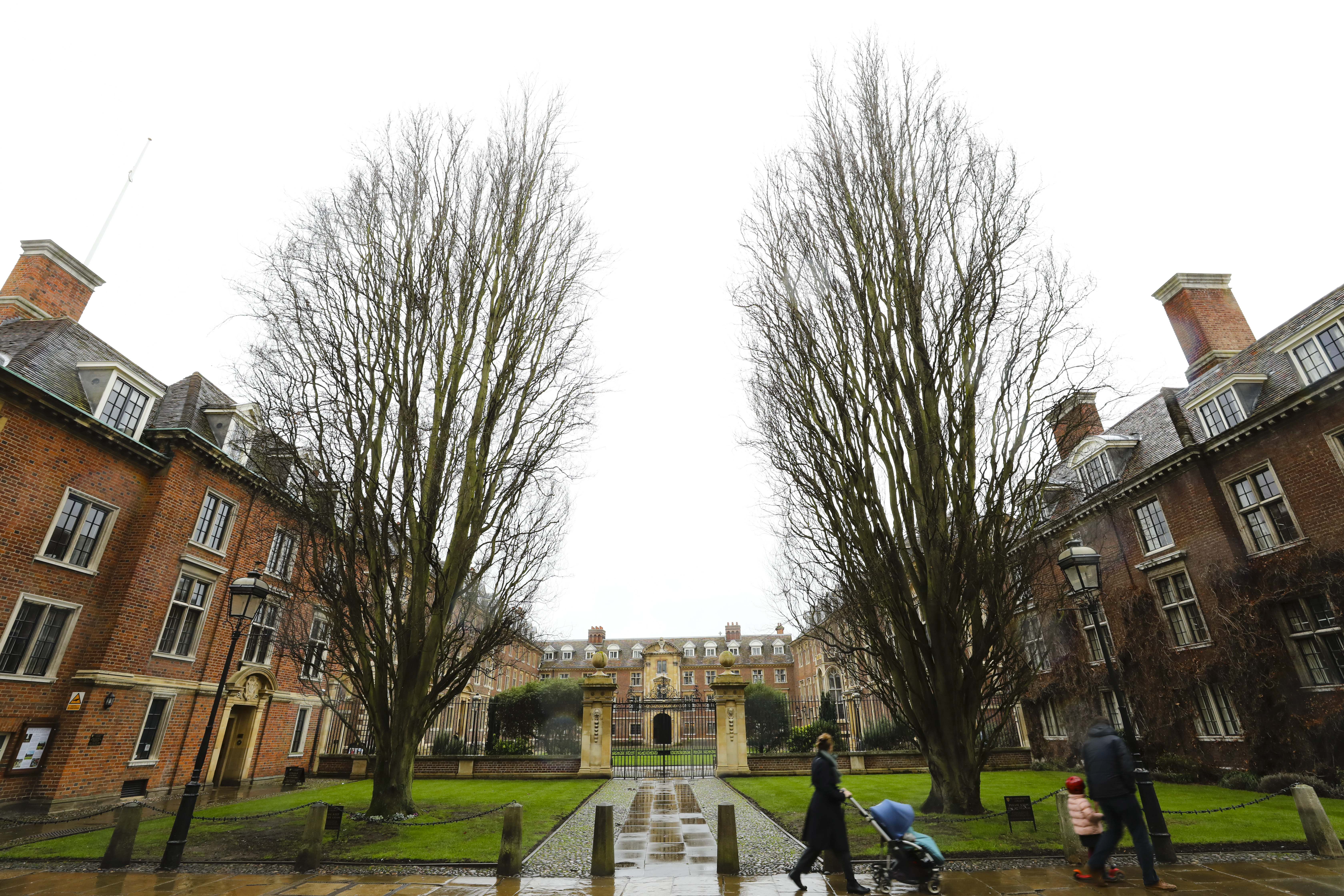
Patio principal, St Catharine's College
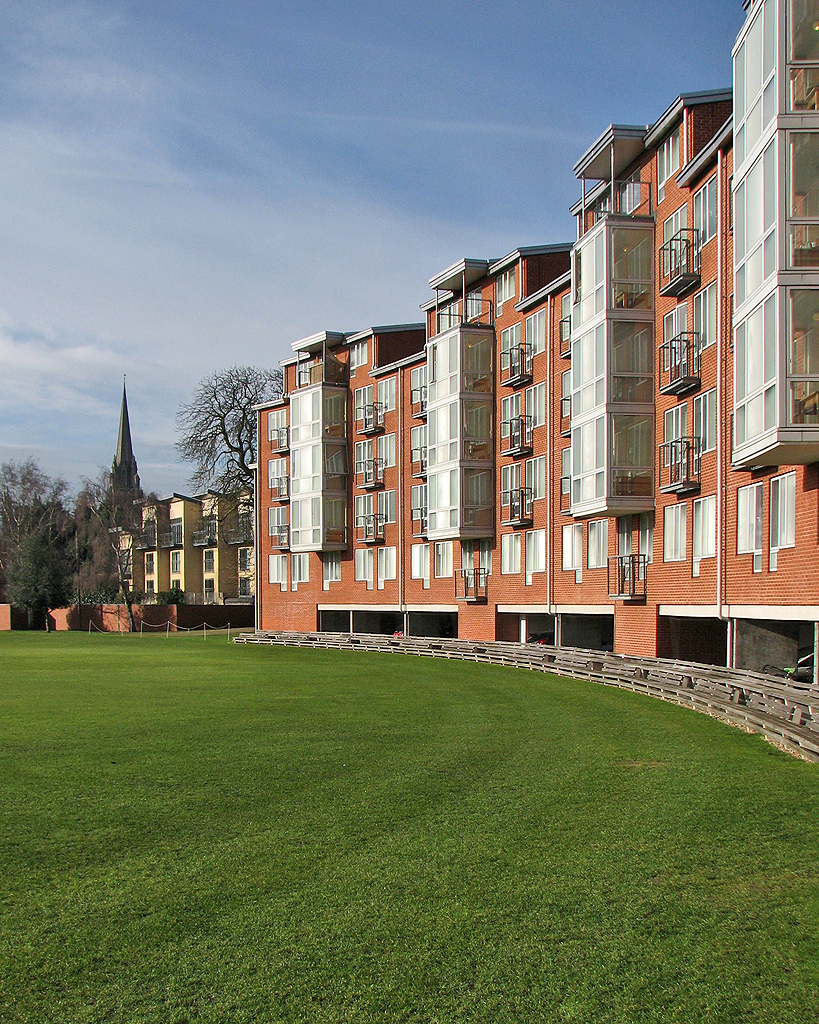
Hughes Hall y Fenner's
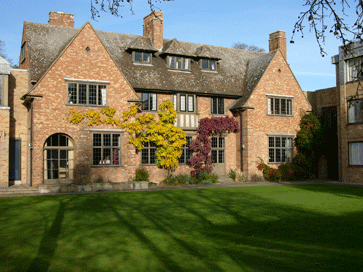
Casa Bredon de Wolfson College
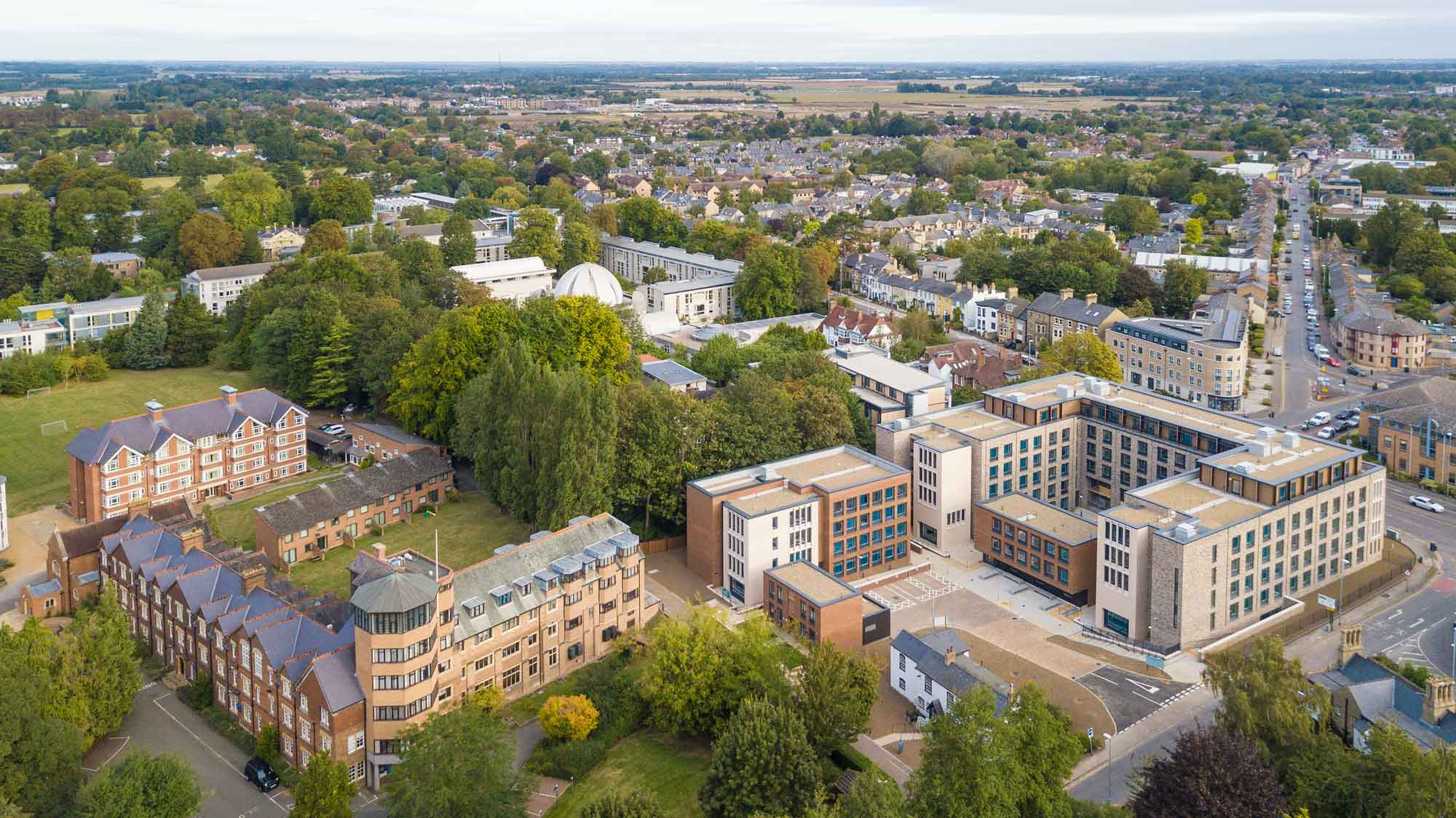
St Edmund's College
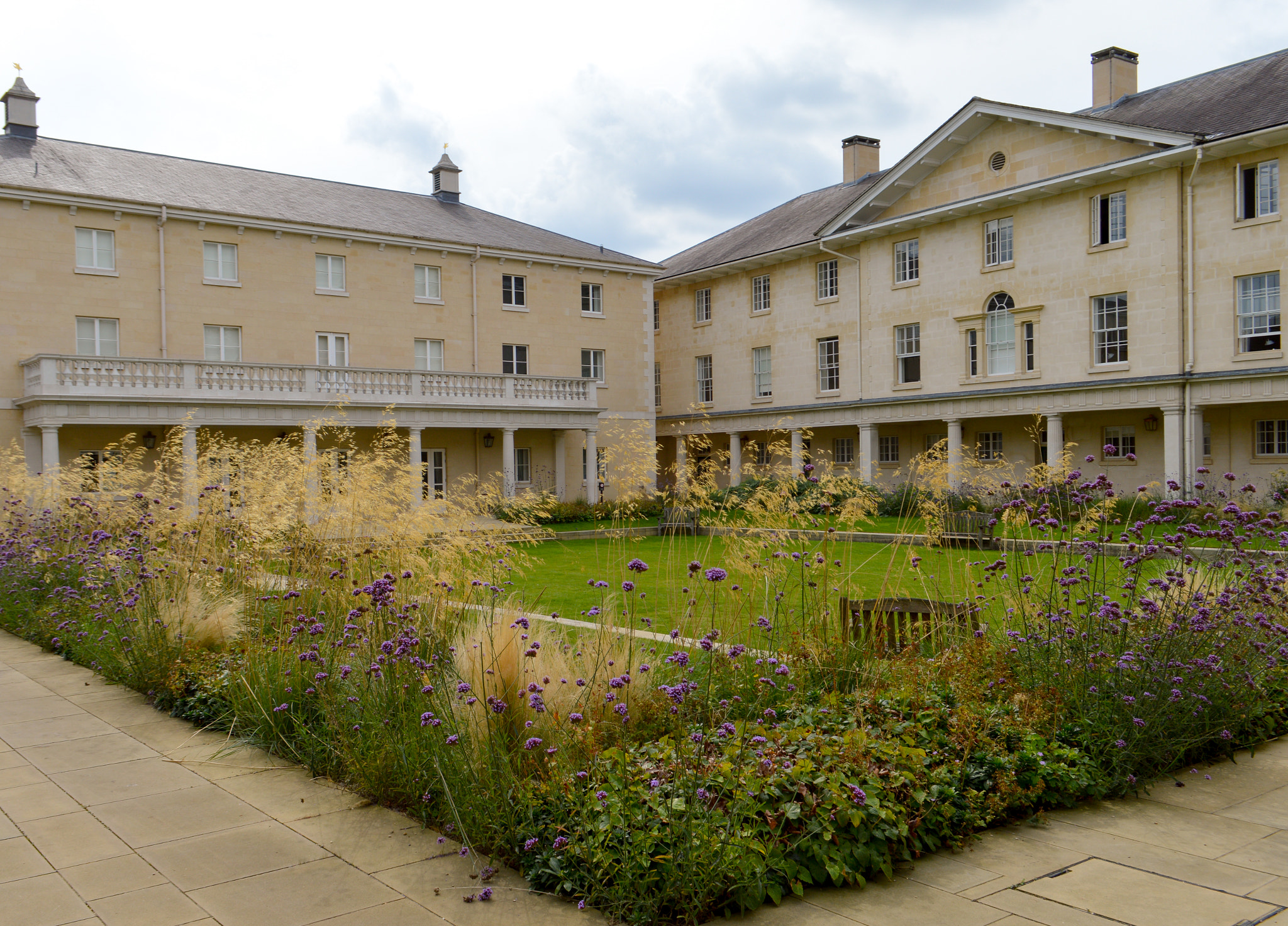
Jardín de West Lodge, Downing College
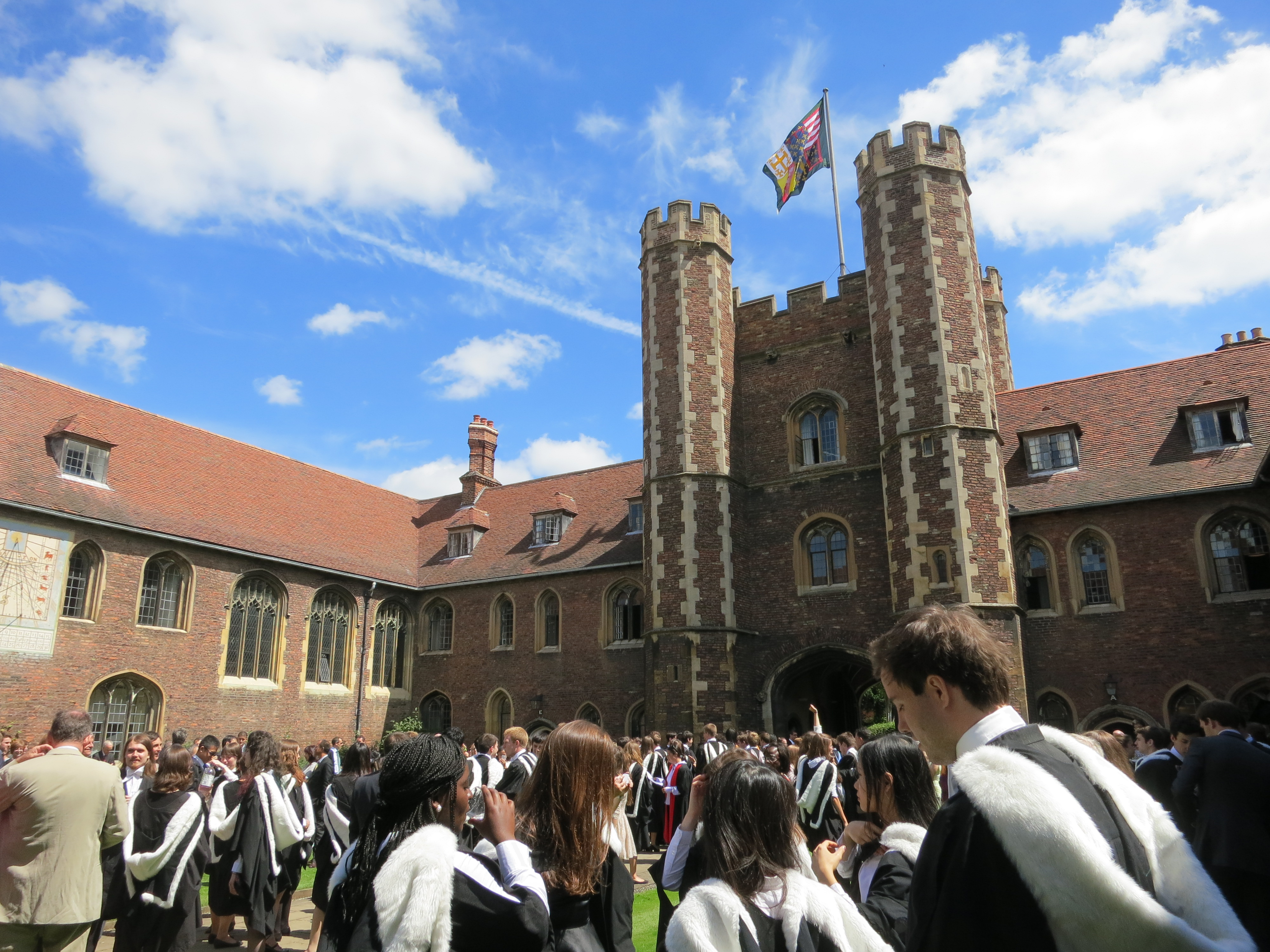
Antigua puerta de entrada de Queens' College
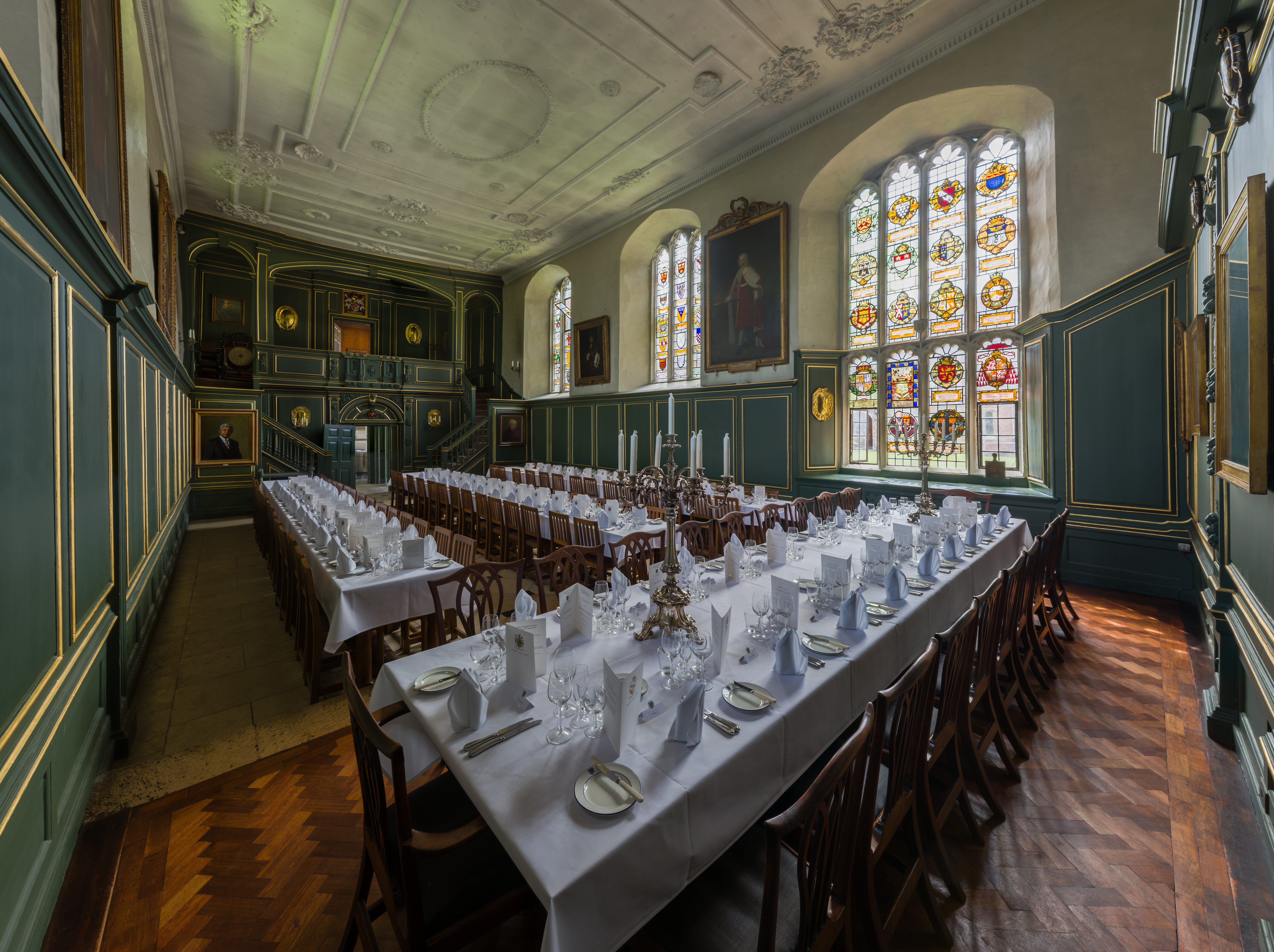
Comedor del Magdalene College
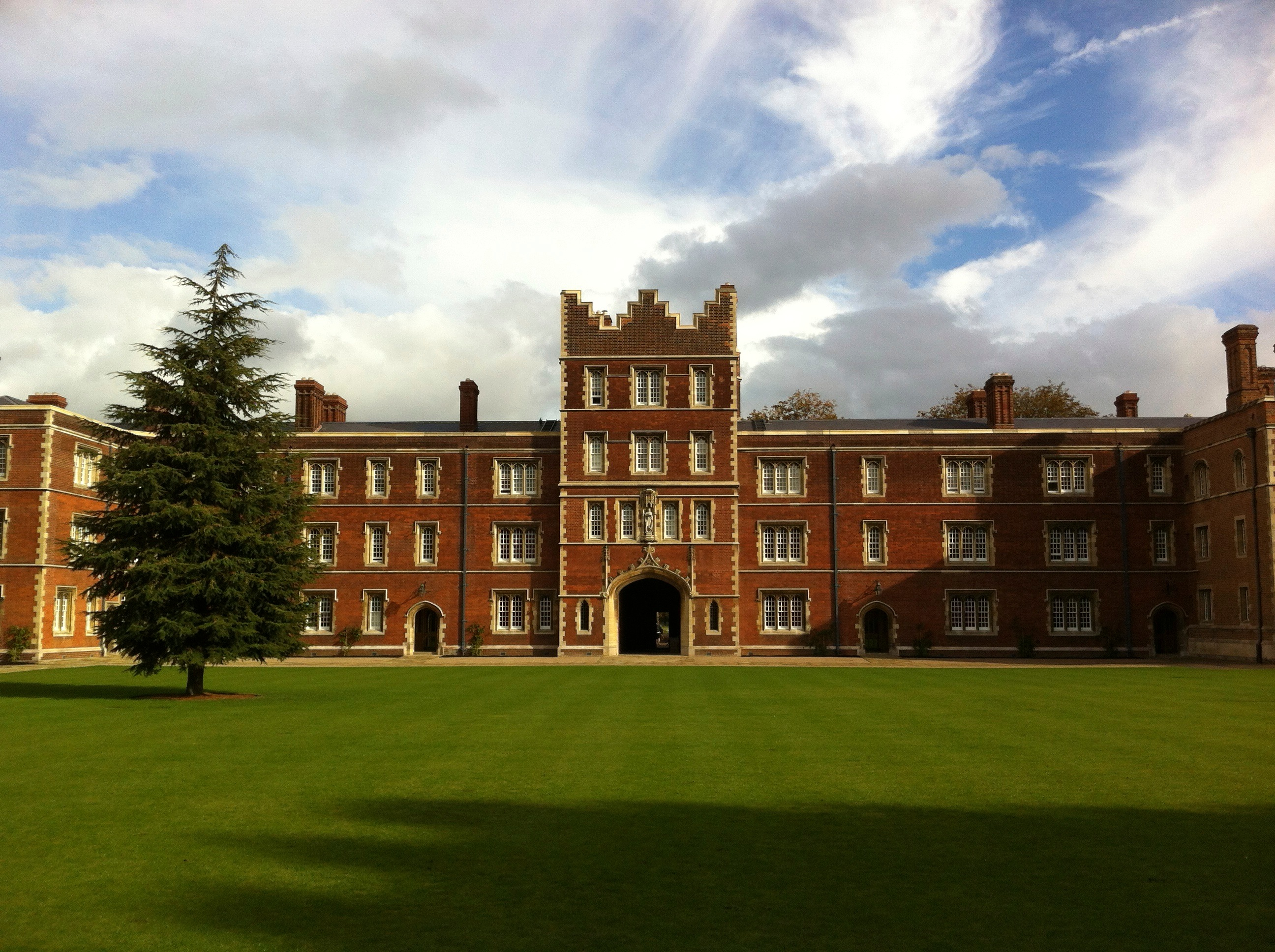
Tribunal de la Capilla, Jesus College
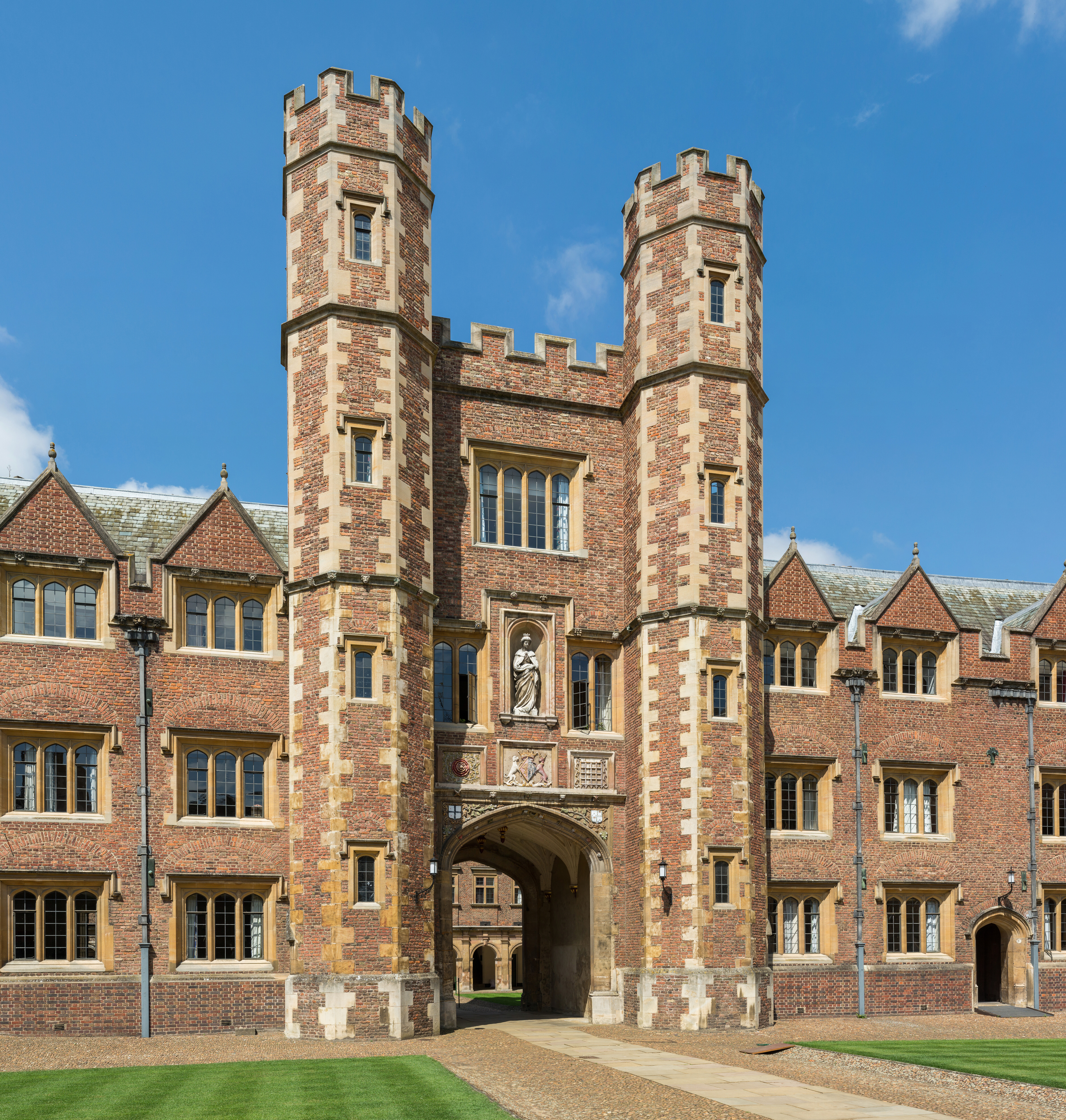
Segundo Tribunal, St John's College
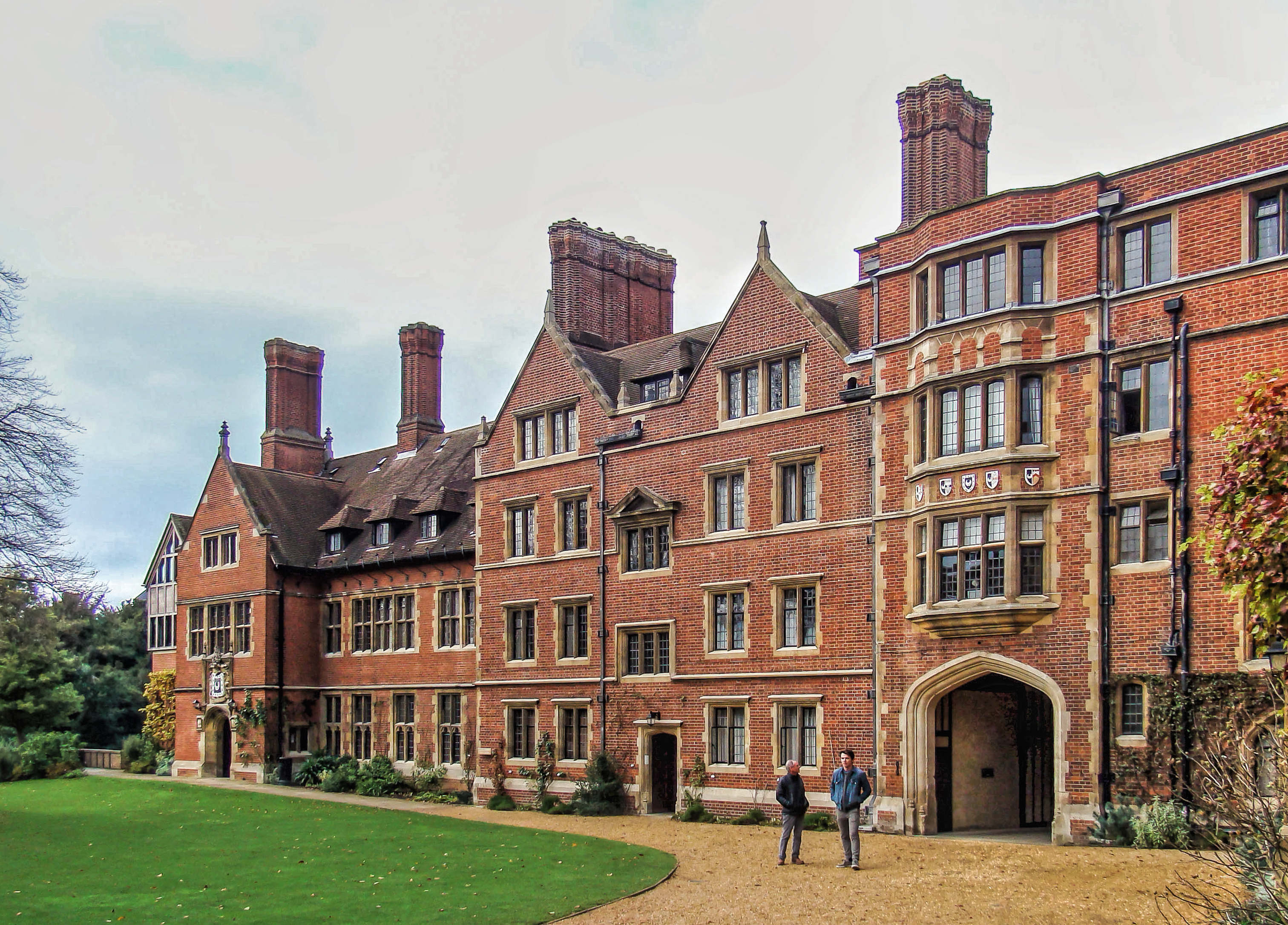
Trinity Hall
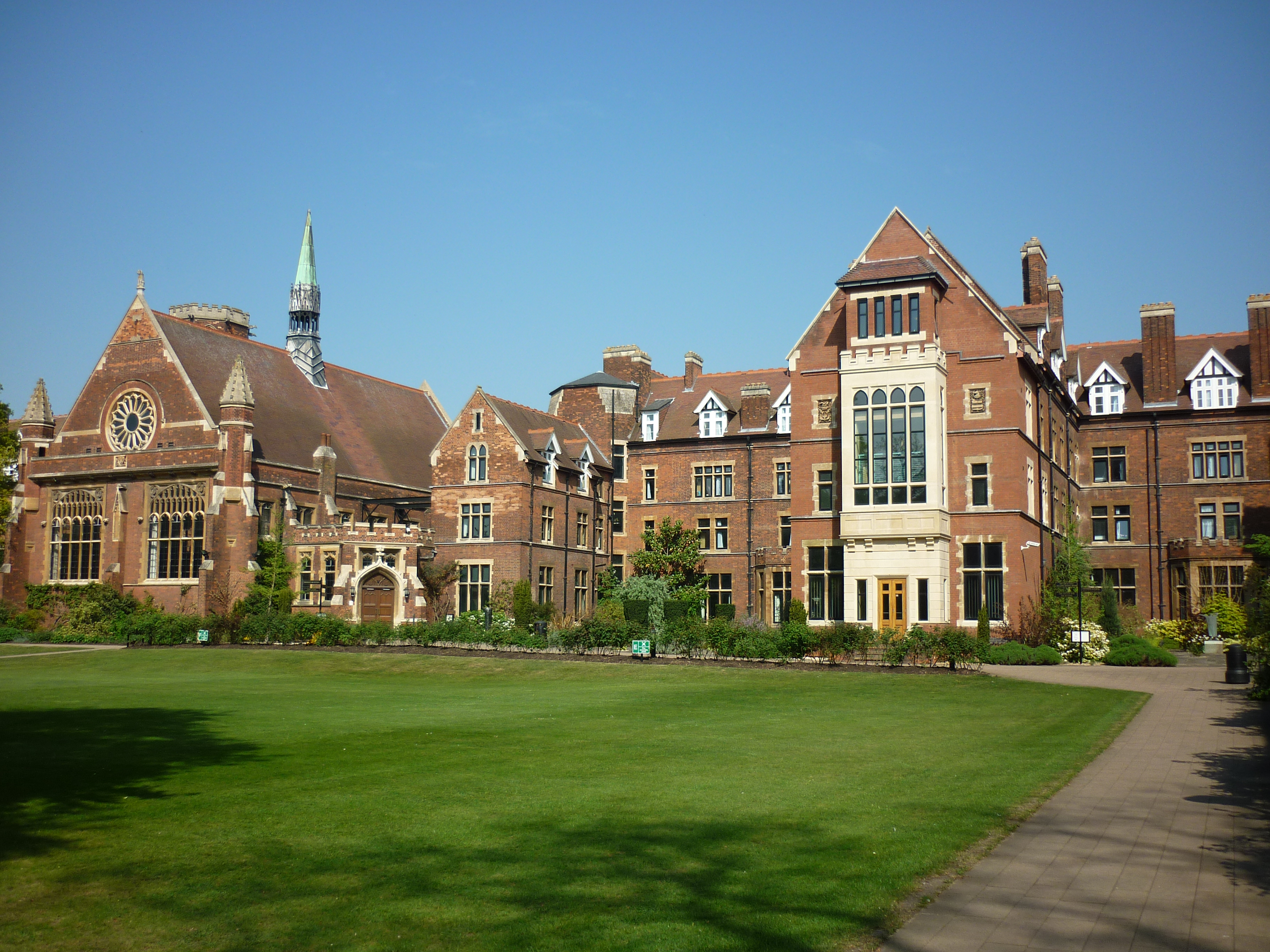
El edificio Cavendish, Homerton College
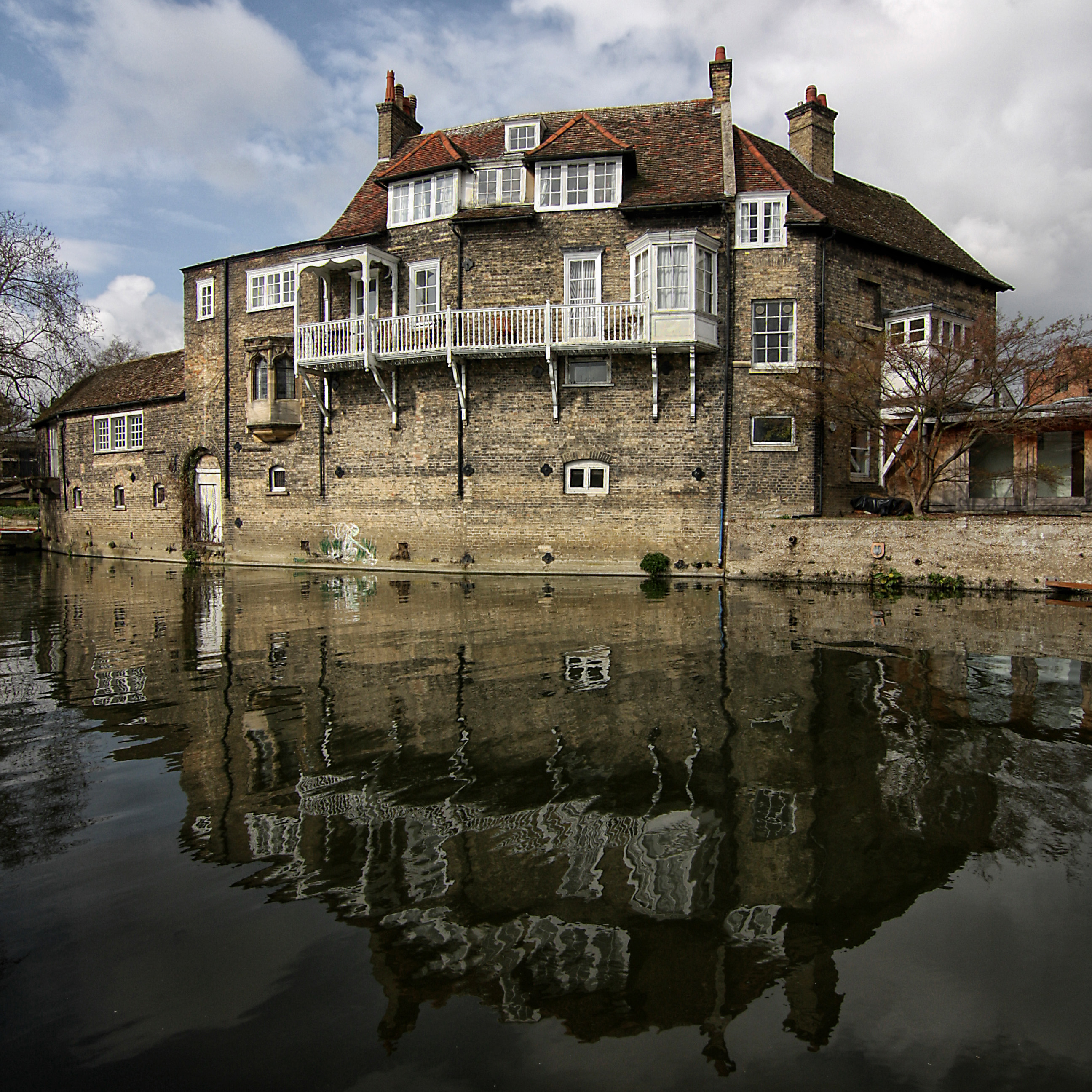
Darwin College
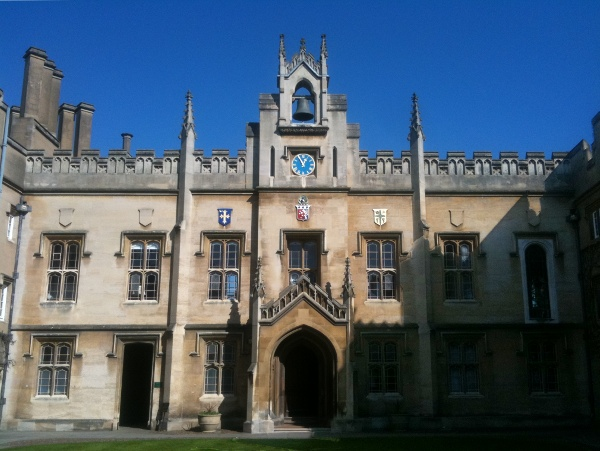
La capilla, Sidney Sussex College
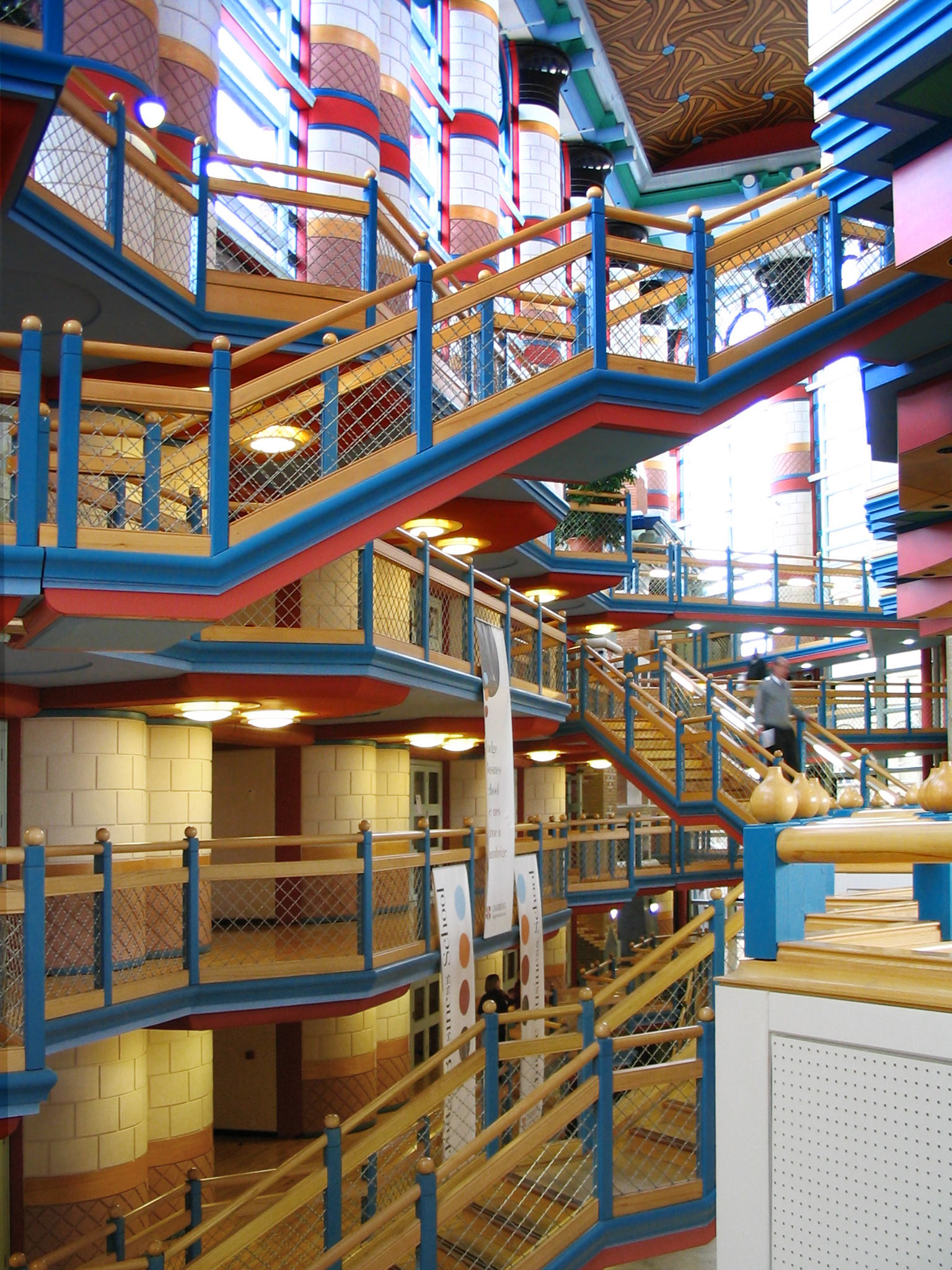
Interior del Judge Business School
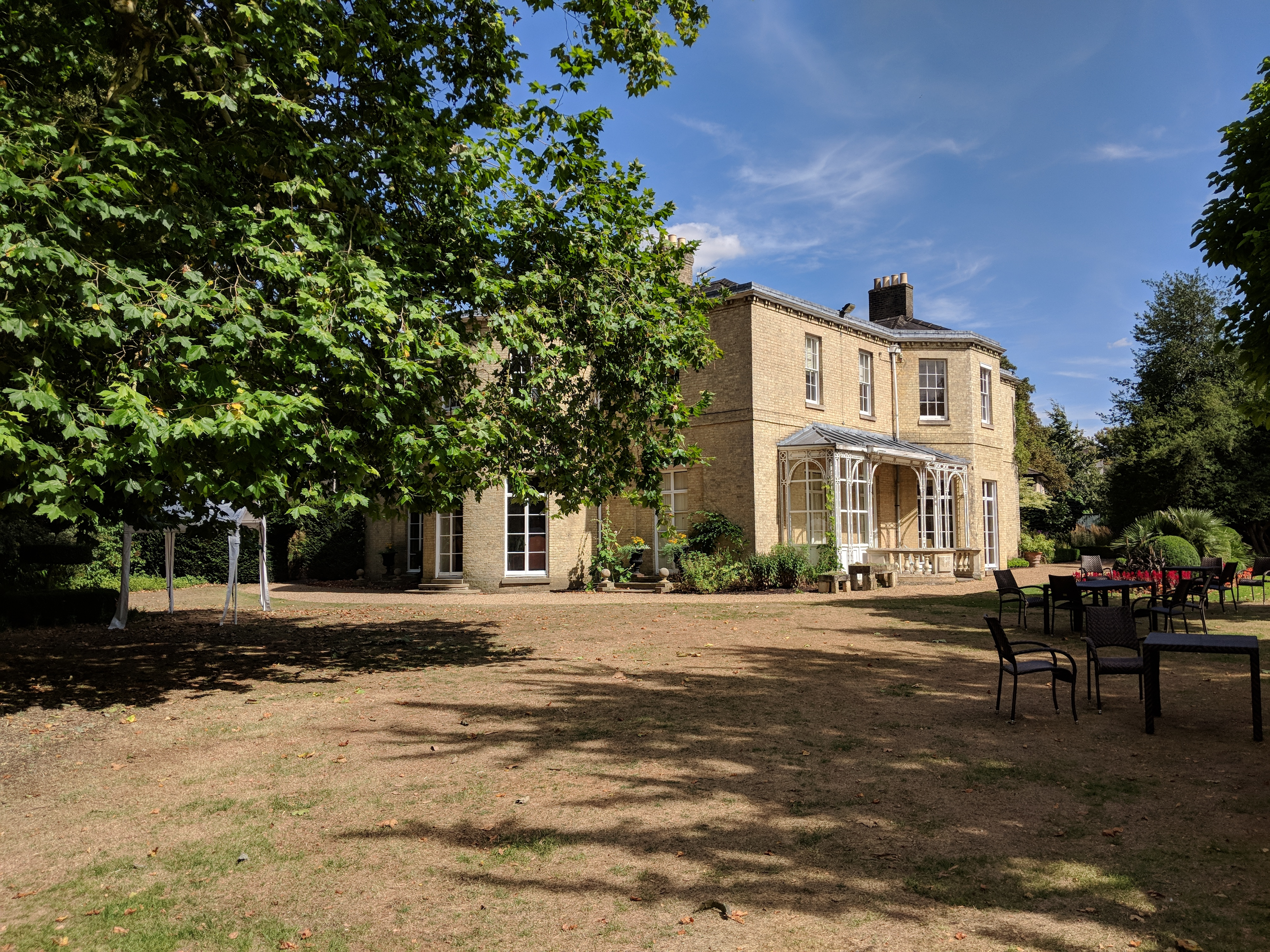
La arboleda en Fitzwilliam College
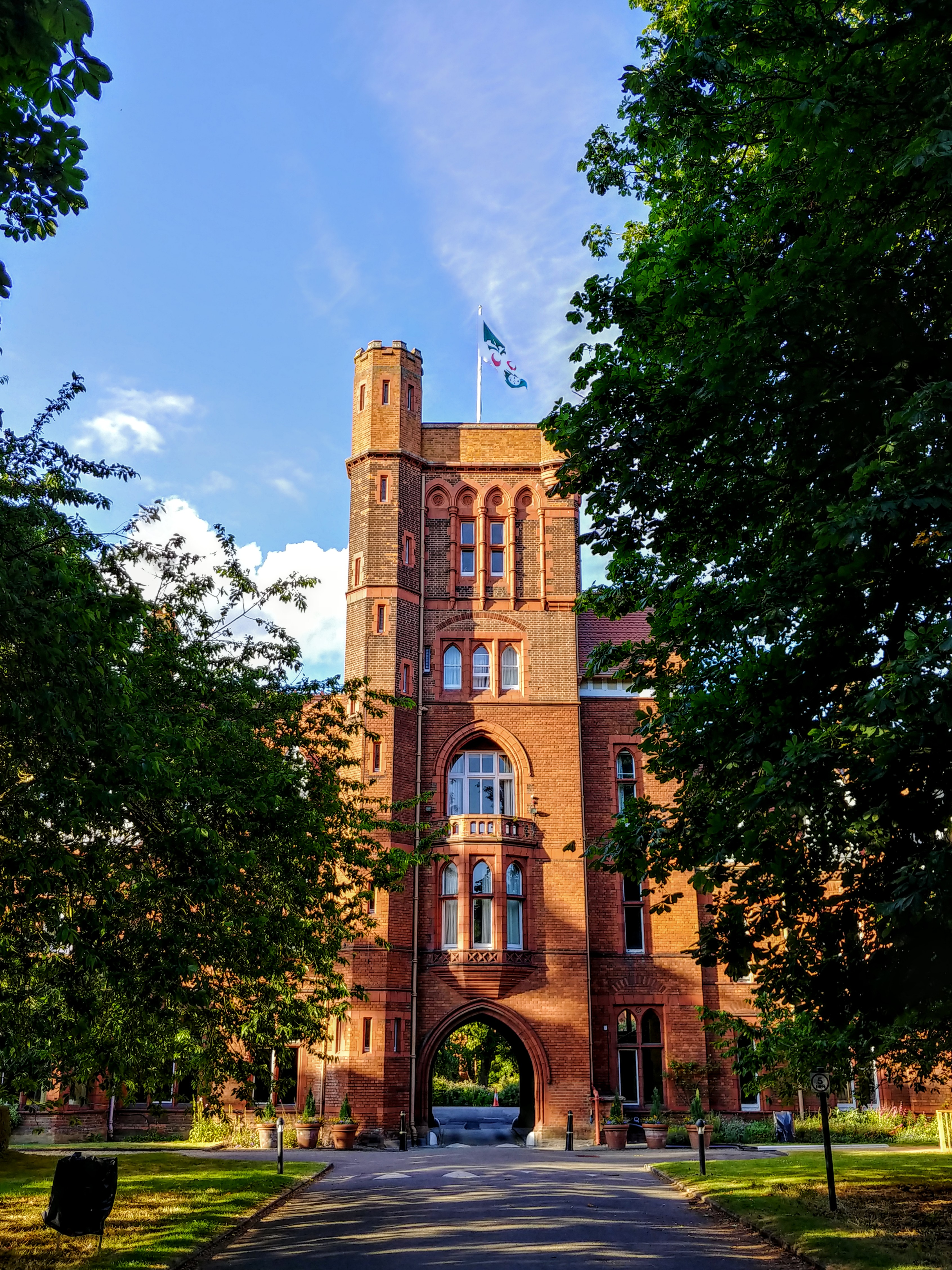
Puerta de entrada, Girton College
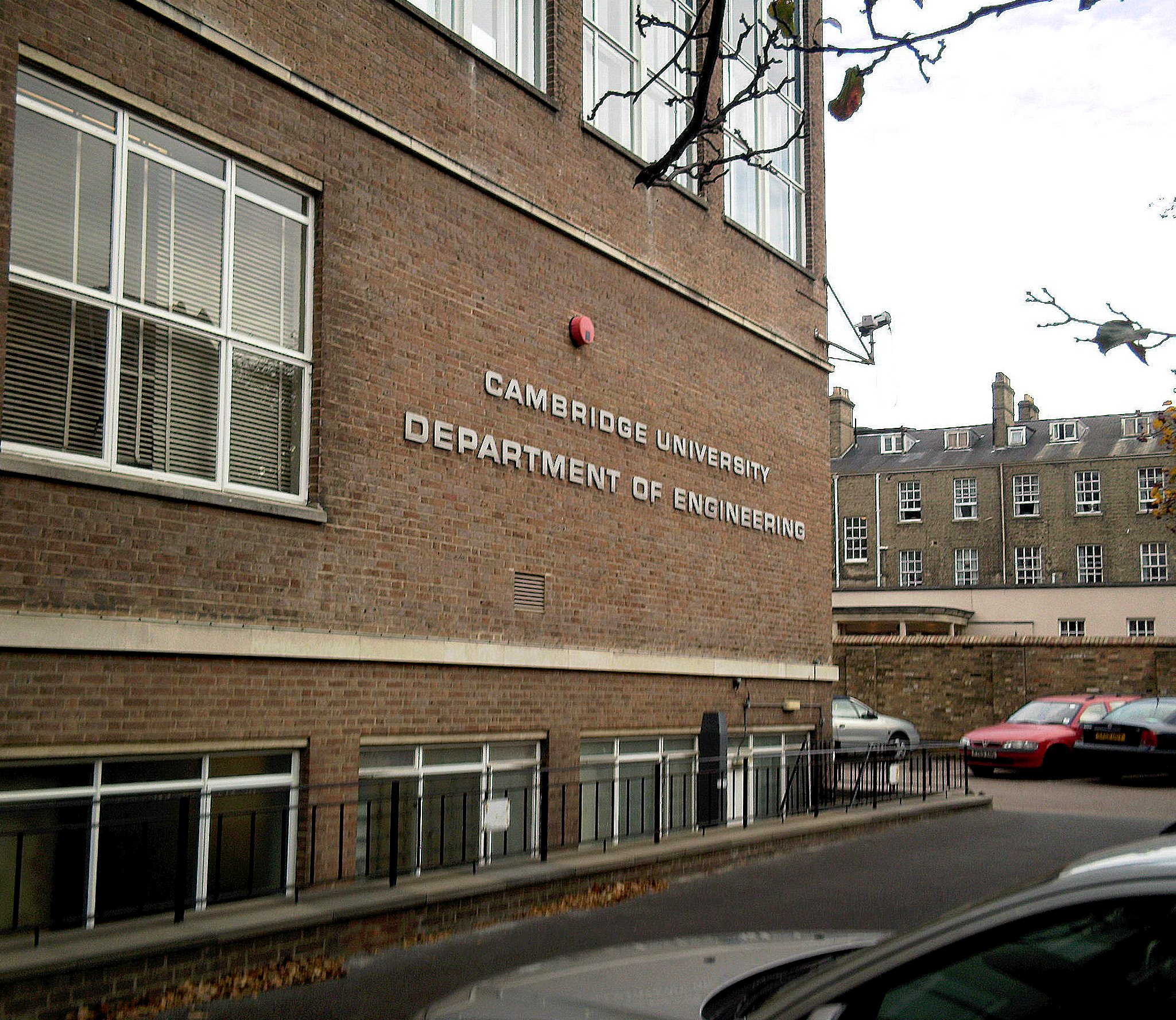
Departamento de Ingeniería
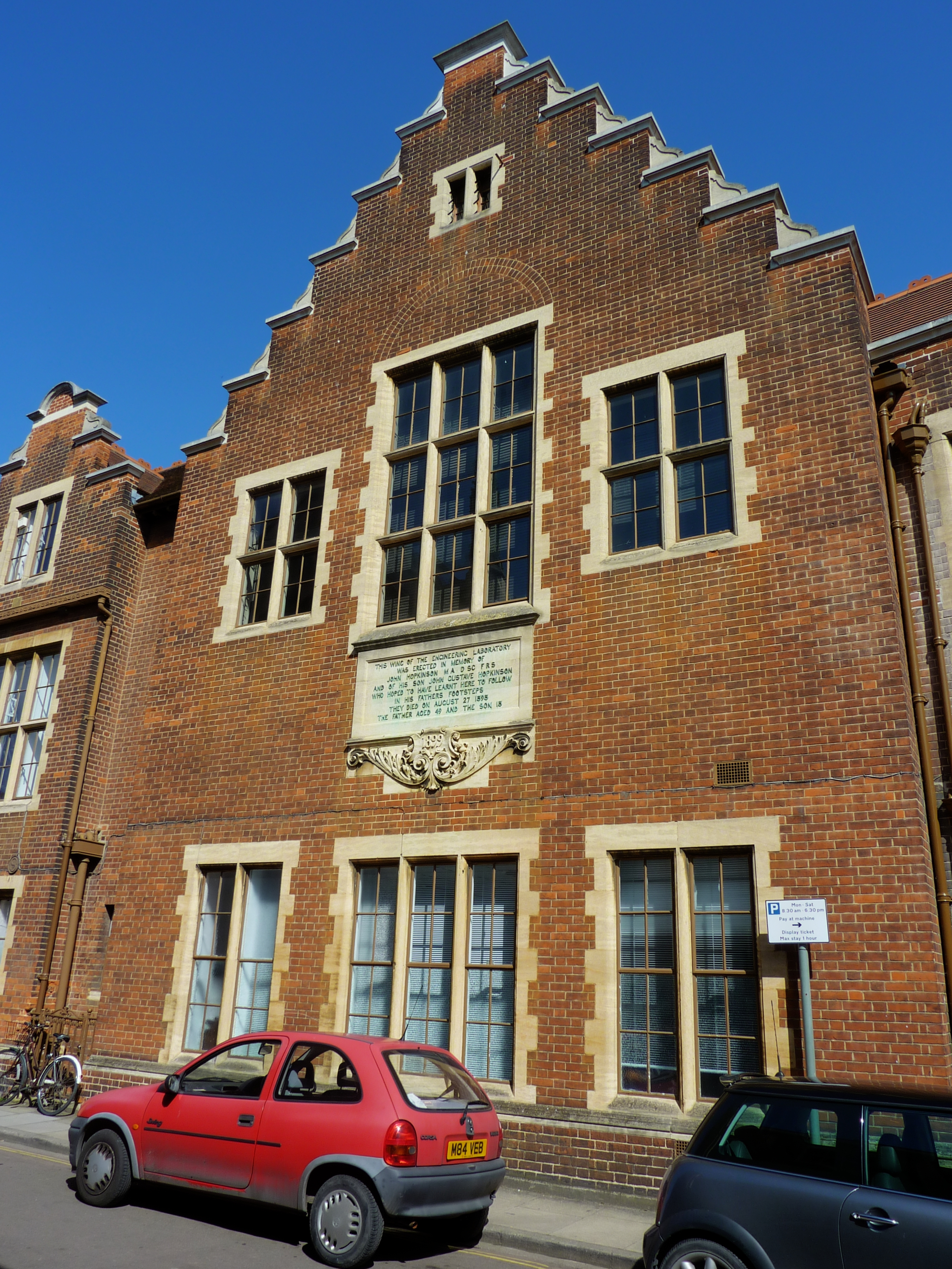
Laboratorio de Ingeniería John Hopkinson

### Colleges
|  |  |  |  |  |  |  |  |  |

|  |  |  |  |  |  |  |  |  |  |  |  |  |  |  |

|  |  |  |  |  |  |  |  |  |  |  |

|  |  |  |  |  |  |  |  |  |  |  |  |  |  |  |

|  |  |  |  |  |  |  |  |  |  |  |

|  |  |  |  |  |  |  |  |  |  |  |  |  |  |  |

|  |  |  |  |  |  |  |  |  |

|  |  |  |  |  |  |  |  |  |  |  |

|  |  |  |  |  |  |  |  |  |  |  |

|  |  |  |  |  |  |  |  |  |  |  |  |  |  |  |

|  |  |  |  |

|  |  |  |  |  |  |  |  |  |  |  |

|  |  |  |  |  |  |  |

|  |  |  |

|  |  |  |  |  |  |  |  |  |  |  |

|  |  |  |  |  |  |  |  |  |  |  |  |  |  |  |  |  |  |

|  |  |  |  |  |  |  |  |  |  |  |

|  |  |  |  |  |  |  |  |  |  |  |  |  |  |  |

|  |  |  |  |  |  |  |  |  |  |  |

|  |  |  |  |  |  |  |  |  |  |  |

|  |  |  |  |

|  |  |  |  |  |  |  |  |  |  |  |

|  |  |  |  |  |  |  |  |  |

|  |  |  |  |  |  |  |  |  |  |  |

|  |  |  |  |  |  |  |  |  |  |  |  |  |  |  |  |  |

|  |  |  |  |  |  |  |  |  |  |  |  |  |  |  |

|  |  |  |  |  |  |  |  |  |  |  |  |  |  |  |

|  |  |

|  |  |  |  |  |  |  |  |  |  |  |

|  |  |  |  |  |  |  |  |  |  |  |

|  |  |  |  |  |  |  |  |  |  |  |  |  |  |  |

Notas* – Solo admite estudiantes femeninas
† – Solo estudiantes de edad similar a los postgraduados (más de 21 años)

## Deportes
Hay algunas actividades de esparcimiento asociadas a Cambridge. El remo es un deporte popular y existen competiciones entre colleges y contra la Universidad de Oxford. Una competición en particular que es muy popular entre las estudiantes y colegios es el "May Bumps", cuando el objetivo es perseguir al bote de delante y alcanzarle, antes de ser alcanzado por el bote de detrás de tu equipo. La competición tiene lugar a mediados de junio y dura cuatro días. Una competición similar de cinco días es el Lent Bumps y tiene lugar a fines de febrero o principios de marzo. También existen competiciones en otros deportes, como el cricket y el rugby. Entre los clubes de teatro, se encuentra el Footlights.